# Denise Bronzetti
Denise Bronzetti (* 12. Dezember 1972 in San Marino) ist eine Politikerin aus San Marino. Sie wurde von 1. Oktober 2012 bis 1. April 2013 gemeinsam mit Teodoro Lonfernini und seit 1. April 2025 gemeinsam mit Italo Righi zum Capitano Reggente (Staatsoberhaupt) von San Marino gewählt.

## Leben und berufliches Wirken
Bronzetti arbeitete nach dem Abitur als Angestellte im öffentlichen Dienst. Von 1999 bis 2002 gehörte Bronzetti der Parlamentskommission für Gleichberechtigung an. Von Dezember 2002 bis Ende 2003 war sie persönliche Referentin des Justizministers.
Denise Bronzetti ist verheiratet und hat zwei Kinder.

## Politisches Wirken
Mit 15 Jahren trat sie der Jugendorganisation der Partito Socialista Sammarinese bei. Von 1999 bis 2002 war sie Sekretärin der Gewerkschaft FUPI–CSdL und im Vorstand der CSdL. Von März 2003 bis Dezember 2007 gehörte sie dem Sekretariat der PSS (bzw. der PSD) an. Sie war Mitglied des Parteivorstands der PSD und vom 24. Juli 2009 bis zu ihrem Parteiaustritt im September 2013 Präsidentin der Partei.
2006 wurde sie ins san-marinesische Parlament, den Consiglio Grande e Generale gewählt. Bei den Wahlen 2008 zog sie erneut ins Parlament ein. Sie war Vorsitzende des Innenausschusses und Mitglied der san-marinesischen Gruppe in der Interparlamentarischen Union.
Am 17. September 2012  wurde sie gemeinsam mit Teodoro Lonfernini vom Consiglio Grande e Generale für die Periode vom 1. Oktober 2012 bis 1. April 2013 zum Capitano Reggente, dem Staatsoberhaupt San Marinos gewählt.
Bei den Wahlen von 11. November 2012 wurde sie erneut in den Consiglio Grande e Generale gewählt. Sie ist Mitglied des Consiglio dei XII, des permanenten Parlamentsausschusses für Außenpolitik, und gehört der Delegation der parlamentarischen Versammlung bei der OSZE an. Sie wurde Fraktionsvorsitzende der PSD, trat jedoch am 17. September 2013 aus der Partei aus. Sie unterstützte anschließend weiter die Regierung als unabhängige Abgeordnete.
Bei der Parlamentswahl 2016 kandidierte Bronzetti als Unabhängige auf der Liste des Partito Socialista (PS) und erhielt die meisten Stimmen. Sie ist Mitglied im Außen- und Justizausschuss und gehört der san-marinesischen Delegation bei der Interparlamentarischen Union an.
Seit 1. April 2025 ist sie gemeinsam mit Italo Righi erneut Co-Staatsoberhaupt von San Marino.